# Ian Bibby
Ian Bibby, né le 20 décembre 1986 à Preston, est un coureur cycliste britannique, professionnel entre 2009 et 2019. Il est champion de Grande-Bretagne de cyclo-cross en 2010.

## Palmarès sur route

### Par années
- 2010
  - 1re étape du Cinturón a Mallorca
- 2011
  - Premier Calendar Road Series
  - 3e étape du Cinturón a Mallorca
  - Tour of The Reservoir
  - 2e du Lincoln Grand Prix
  - 3e du Cinturón a Mallorca
- 2012

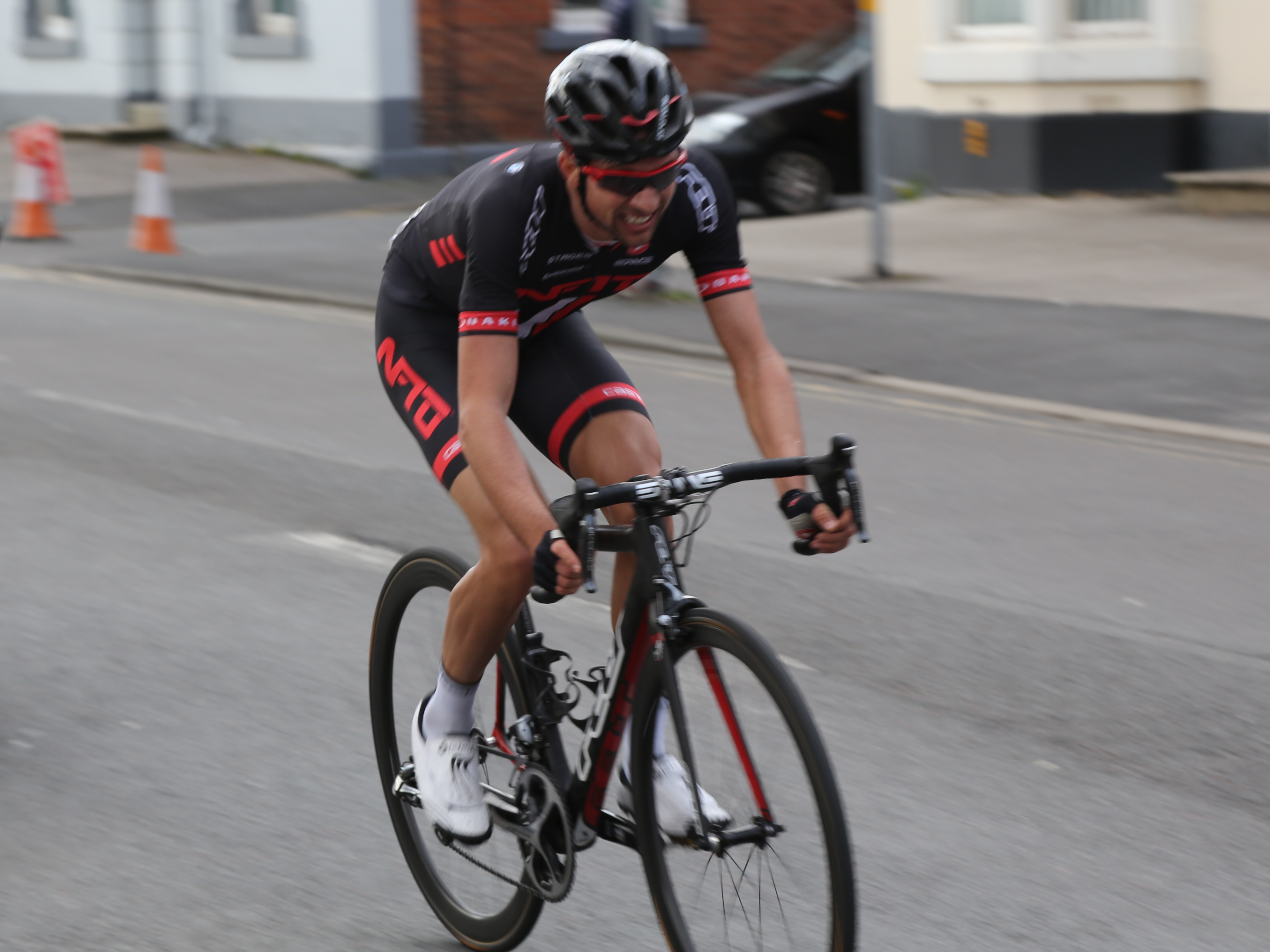
Bibby gagne le Chorley Grand Prix en 2015

  - 2e étape de la Mi-août en Bretagne
- 2013
  - 2e de l'East Midlands International Cicle Classic
  - 2e du Ryedale Grand Prix
  - 3e de l'Eddie Soens Memorial
- 2015
  -  Champion de Grande-Bretagne du critérium
  - Chorley Grand Prix
  - 6e étape de l'An Post Rás
  - Ryedale Grand Prix
- 2016
  - Rainbow Indoor Classic
  - Manx Trophy
  - Wiltshire Grand Prix
  - Ryedale Grand Prix
  - Wales Open Criterium
  - 3e du Lincoln Grand Prix
  - 3e du Velothon Wales
- 2017
  - Mitchelton Bay Classic :
    - Classement général
    - 1re étape

  - Chorley Grand Prix
  - Lincoln Grand Prix
  - Velothon Wales
  - 2e de l'Istrian Spring Trophy
  - 3e du Poreč Trophy
  - 3e du championnat de Grande-Bretagne sur route
  - 3e du Tour of the Reservoir
- 2018
  - 4e étape de la New Zealand Cycle Classic
  - Prologue du Tour du Japon
  - 1re étape du Tour of the Reservoir
  - 2e de la New Zealand Cycle Classic
  - 3e du Tour of the Reservoir
- 2019
  - Lancaster Grand Prix
  - 3e du Circuit of the Mendips

### Classements mondiaux
| Année           | 2010 | 2011 | 2012 | 2013 | 2014 |
| --------------- | ---- | ---- | ---- | ---- | ---- |
| UCI Asia Tour   |      | 128e |      |      |      |
| UCI Europe Tour | 355e | 234e | 551e | 393e | 550e |

## Palmarès en cyclo-cross
- 2002-2003
  -  Champion de Grande-Bretagne de cyclo-cross juniors
- 2003-2004
  -  Champion de Grande-Bretagne de cyclo-cross juniors
- 2006-2007
  -  Champion de Grande-Bretagne de cyclo-cross espoirs
- 2009-2010
  -  Champion de Grande-Bretagne de cyclo-cross
- 2012-2013
  - 2e du championnat de Grande-Bretagne de cyclo-cross

## Palmarès en VTT
- Champion de Grande-Bretagne de cross-country espoirs : 2007